# Plectopoma gloxiniiflorum
Plectopoma gloxiniiflorum là một loài thực vật có hoa trong họ Tai voi. Loài này được (Scheidw.) Hanst. miêu tả khoa học đầu tiên năm 1856.